# Evangelische Broedergemeente Suriname
De Evangelische Broedergemeente in Suriname (EBGS), ook wel Unitas Fratrum, Herrnhutters, Arnitrikerki, en Moravische Kerk, is een Surinaams protestants kerkgenootschap. Ze is een van de grootste kerkgenootschappen van Suriname.

## Geschiedenis

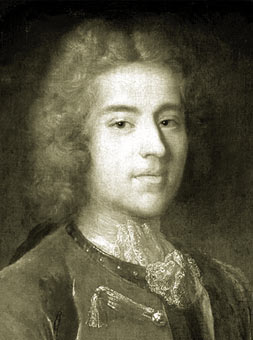
Von Zinzendorf

De Evangelische Broedergemeente (EBG) werd in 1457 gevormd door volgelingen van Jan Hus uit Bohemen en Moravie, ongeveer waar Tsjechië en Slowakije liggen. Hus was een kerkhervormer en een voorloper van de Reformatie. De EBG kende aan de begin een bloeiperiode waarin de gelovigen werden vervolgd. Na 1722 werd de kerk hernieuwd door Tsjechische vluchtelingen geleid door Nikolaus von Zinzendorf die hun geloofsgemeenschap Herrnhut in Saksen stichtten.

## Zending in Suriname

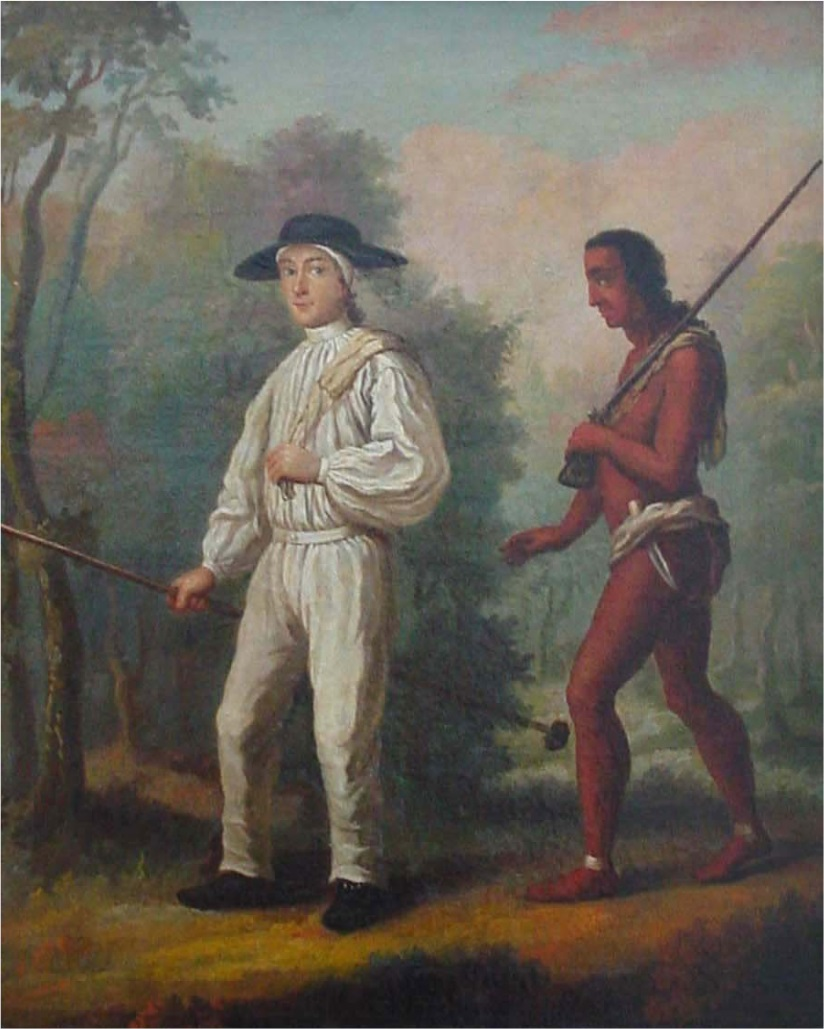
Theophilus Schumann met een Arowak, 18e eeuw. Schilderij van John Valentine Haidt

Na een opwekking in 1727 werden zendelingen van de EBG de gehele wereld over gezonden. In 1732 bereikten de eersten de Caraïben. De eerste verkenners kwamen in 1735 in Suriname aan en de eerste medewerkers kwamen in 1739 aan wal. In de tijd erna werden bij elkaar 850 EBG-leden naar Suriname gezonden, aanvankelijk rechtstreeks vanuit Herrnhut en na verloop van tijd vanuit Zeist in Nederland. Van de zendelingen overleden meer dan tweehonderd in Suriname, rond de honderd meteen in de eerste vijf jaar. Nog eens tweehonderd werden ziek en keerden voortijdig terug naar Europa.

### Benedenlandse inheemsen
De eerste zendelingen bereikten de benedenlandse inheemsen (Arowakken, Karaïben en Warau) aan de rivieren Saramacca, Corantijn en Berbice. Een belangrijke pionier toen was Ludwig Christoph Dehne (1713-1769) in de laatste dertig jaar van zijn leven. Theophilus Salomo Schumann (1719-1760) was van 1748 tot 1760 actief in Nederlands Guyana en verrichtte belangrijk vertaalwerk. Hij stelde een woordenboek en grammaticawerk op in het Duits-Arowaks, en vertaalde kerkliederen en delen van de liturgie. J.J. Fischer zette een school op voor twintig jongens en tien meisjes en voerde ontwikkelingswerk uit. In 1760 waren er honderden kerkleden. De christelijke dorpen werden echter verlaten of verwoest en de EBGS hield hier in 1808 op met zendingswerk. In 1866 werd dit bij de benedenlandse inheemsen weer opgepakt door de katholieke missie.

### Marrons
Na de vredesverdragen van 1760 en van 1762 tussen het gouvernement en twee belangrijke marronstammen gingen Broeders naar Saramaccaners aan de Sentheakreek bij de Gran Rio. Hier hadden zij bijval van Jaja Dandé, de zus van granman Abini. Abini was uiteindelijk de eerste die hier gedoopt werd. De Zwitser Rudolph Stoll was hier van 1765 tot 1777 actief. Hij vertaalde het eerste Bijbelboek, Genesis, naar het Saramaccaans en begon met vier leerlingen een school. In 1880 stichtten volgelingen Ganzee van waaruit het evangelie werd verspreid.

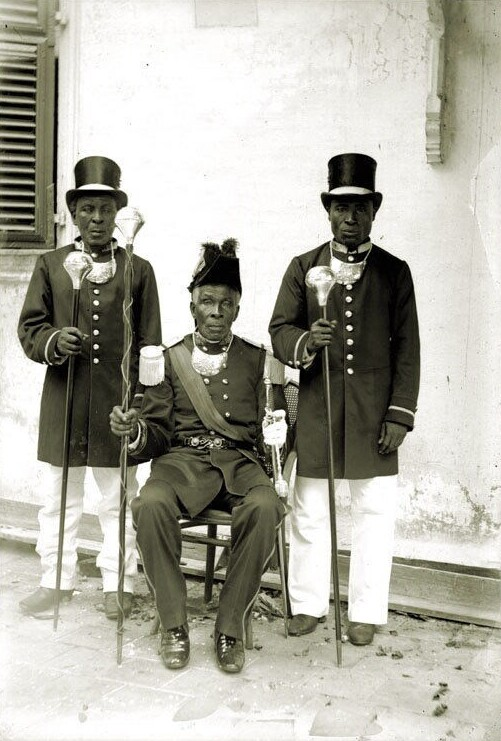
Johannes King tussen twee kapiteins, 1895

Onder invloed van marronprofeet Johannes King (circa 1830-1898) vonden vanaf 1861 bekeringen plaats bij de Matawai. Hij bracht het evangelie uiteindelijk naar alle marronstammen en schreef belangrijke dagboeken in het Sranantongo. In 1834 waren alle Matawai bekeerd tot het christendom. Maria Hartmann (1798-1853) deed vanaf 1826 zendingswerk bij de Aukaners aan de Sarakreek. In Koffiekamp werd in 1851 de eerste gemeente gesticht. De groei ging langzaam met in 1892 een tweede gemeente in Wanhatti aan de Cotticarivier en in de 20e eeuw gemeenten aan de Tapanahonyrivier.
Bij de Kwinti werd de eerste gemeente in 1893 gesticht. In 1896 werd granman van de Paramaccaners, Apensa, gedoopt en werd in zijn hoofdzetel Langatabbetje een gemeente opgericht. Bij de Aluku werd een gemeente in Cottica aan de Lawarivier gesticht. De Europese zendelingen kregen vanaf 1880 ondersteuning van creoolse predikanten, evangelisten en onderwijzers. Later kwamen ook Nederlandse zendelingen aan.
In 1974 waren er in het Surinaamse binnenland 30 gemeenten met bij elkaar 7500 kerkleden. Er waren 6 internaten met 337 leerlingen en 34 scholen met 4000 leerlingen.

### Creolen
De EBGS kreeg in de stad Paramaribo tegenwerking van zowel de overheid als andere kerken. De vestiging mislukte daardoor enkele keren, totdat het pand aan de Steenbakkerijstraat werd geopend als eerste post in de stad. Aanvankelijk vormde het een financiële basis voor het binnenlandse zendingswerk. Er was een bakkerij en kleermakerij, en er werd zendingswerk verricht onder slaafgemaakten in de stad. In 1776  werd de eerste slaafgemaakte gedoopt, een jaar later de eerste gemeente gesticht en het jaar erop het eerste kerkje ingewijd. Er vond veel vertaalwerk plaats naar het Sranantongo. In 1793 werd de eerste poging ondernomen om onderwijs te geven aan kinderen van slaafgemaakten. In 1810 waren er vijfhonderd gedoopte kerkleden. Er werd eerst echter nog geen ruimte verkregen voor zendingswerk op de plantages in de districten.
Van 1835 tot 1860 groeide het aantal bekeringen in de andere districten snel en kwam ook de scholing van slaafgemaakte kinderen op gang. In 1863 waren er 700 leerlingen in de stad en 1300 in de districten. Het aantal van 2400 gemeenteleden in 1835 steeg naar 19.000 in 1863, het jaar van de afschaffing van de slavernij. In dat jaar waren er 8500 belangstellenden en kandidaten voor de doop. In de decennia erna was er sprake van veel mobiliteit, waardoor kerkjes en gemeenten werden verlaten en nieuwe werden gesticht.

### Andere bevolkingsgroepen
Sinds de aankomst traden Chinese Surinamers individueel toe tot de EBGS. In 1948 was Lazarus Fu A Hing de eerste Chinese helper in Paramaribo. In 1948 werd een eigen gemeente gesticht met een voorlezer en voorganger in de Tshoeng Tsien Kerk. In 1974 waren er vijfhonderd leden die verspreid van elkaar in Suriname woonden.
Van de Hindoestaanse christenen sloten zich enkele aan bij de EBGS, aanvankelijk in Coronie en Saramacca, met tussen 1901 en 1920 J.Th. Wenzel als zendingspredikant. Later volgden ook gemeenten in Nickerie, Paramaribo (Soesamatjaarkerk, Kinderhuis Sukh Dhaam, Djagat kie Djoti-kerk en Soendar Singh-Internaat) en andere delen van Suriname. Zij introduceerden eigen christelijke liederen met een Indische stijl, zoals de bhajan en de gazal.
Onder de Javaanse Surinamers bevonden zich individuele toetredingen tot de EBGS, met als predikant Herman Moritz Bielke die in 1918 een kinderhuis op Leliëndaal in Commewijne stichtte. Zijn leerling en opvolger was Niti Pawiro. Later werd in Combé in Paramaribo een centrum gevormd en er werd het Siswa Tama-Internaat opgericht, waaruit later een sociaal centrum en het Tehuis voor Werkende Meisjes voortkwam. In 1974 kende de gemeente 1300 leden, drie predikanten, acht evangelisten en veertien kind- en jeugdwerkers. In deze tijd bevonden zich op de Kustvlakte bij elkaar tien Javaanse gemeenten en zendingsposten.

## Ontwikkelingen

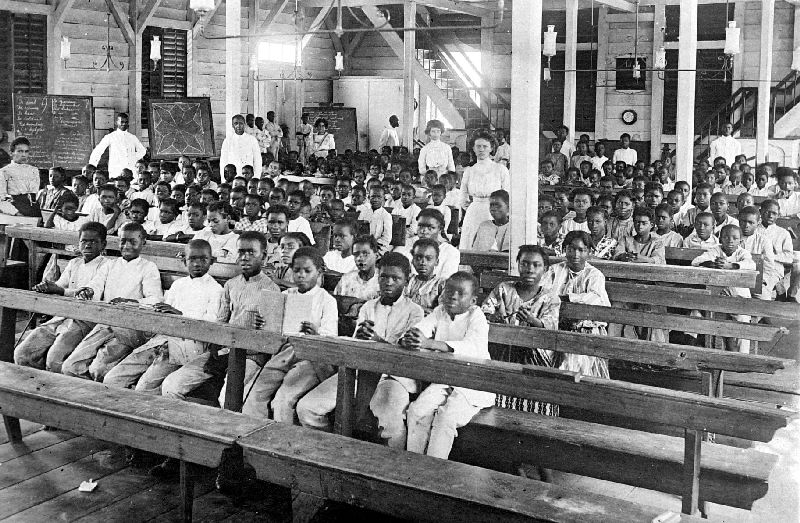
EBGS-school Rust en Vrede, circa 1920-'40

### Bevordering van onderwijs
Er kwam vanaf 1828 veel financiering van de Haagse Maatschappij ter bevordering van het Godsdienstonderwijs onder de Slavenbevolking (HMGS) wat met enige subsidie werd aangevuld door het gouvernement. Door het onderwijs groeide de behoefte aan drukwerk in het Sranantongo. Nieuw drukwerk uit deze tijd was in 1821 de Evangeliënharmonie, in 1828 het Nieuwe Testament, in 1832 het Gezangboek, in 1845 verhalen uit het Oude Testament, in 1852 het eerste Stranantalige maandblad, getiteld Makzien Vo Kristensoema Zielie, en in 1857 Dei Boekoe (Gebedenboek).

### Zelfstandigwording
De Creolenkerk, zoals de EBGS inmiddels ook wel genoemd werd, werkte systematisch aan de zelfstandigwording, met een eigen opleiding voor voorgangers, een school voor evangelisten en hulpzendelingen, een theologische school, voortgezet onderwijs, normaalscholen (onderwijzersopleiding) en alfabetisering van volwassenen (300 cursisten in de Grote Stadskerk in 1873). In 1885 werd de Gemeenteraad ingesteld, in 1911 de eerste een algemene kerkconferentie, in 1928 het eerste kerklid afgevaardigd in het provinciaal (Surinaams) bestuur en een kerkconferentie georganiseerd, en in 1956 werd volledig zelfbestuur bereikt. In 1972 telde de EBGS 48000 leden in 28 gemeenten.

### Sociaal werk
Op sociaal gebied werd medio 19e eeuw de Vereniging van Negerzusters voor armenzorg opgericht. In de 20e eeuw werd sociaal werk verder ontwikkeld met de oprichting van in 1909 het Kinderhuis Saron, in 1911 het Onderwijsinternaat en in 1914 de Stadszending. Later volgde nog de stichting van het Hendrik Monsels- en Rebecca Scheltz-Internaat voor studeerde districtsjeugd.

## Eigen tradities
Binnen de creoolse gemeenten ontwikkelden zich eigen tradities en gewoonten, waaronder de oprichting van gebedsverenigingen voor geloofbeleving en naastenzorg (Begi's), de opkomst van de Surinaamse spirituals als Membre da boen en Gado ben doe joe, aantrekkingskracht voor de zangdienst op de zaterdagavond, de verjarihoso met een bazuinkoor en een morgenzegen, en grote aandacht voor de Granboen (Avondmaal) en Pinawiki (vastentijd).

## Houding ten opzichte van de slavernij

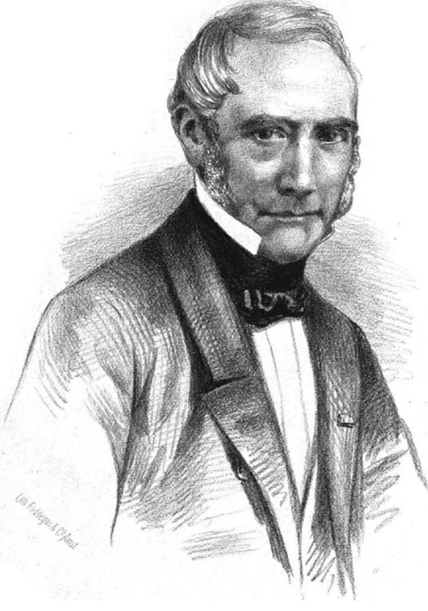
Jan Willem Gefken, circa 1891

Ten tijde van de slavernij in Suriname spraken de Evangelische Broeders zich niet rechtstreeks uit tegen de slavernij. Wel stelden ze de principiële eis van godsdienstvrijheid voor slaafgemaakten. Vanuit dit principe stelde de EBGS in 1850 het Verbontoe in als alternatieve trouwbelofte omdat het huwelijk voor slaafgemaakten verboden was. Vergelijkbaar verzette ze zich tegen individuele verkopen van slaafgemaakten wanneer hierdoor het gezinsverband doorbroken werd. Ook pleitten broeders voor een menselijkere behandeling en bereidden ze slaafgemaakten voor op de afschaffing van de slavernij (emancipatie). Samen met procureur-generaal Jan Willem Gefken, een voorvechter van de emancipatie, verstrekte de EBGS materiaal aan verenigingen in Nederland die zich inzetten voor emancipatie.
Begin 21e eeuw worstelt de kerk nog met het slavernijverleden, omdat het niet niet was opgestaan tegen de slavernij en zelfs slaafgemaakten in bezit had. Het onderwerp staat daarom in meerdere Europese landen op de agenda van conferenties over het slavernijverleden.

## Gedenkteken
Op het achtererf van de Grote Stadskerk in Paramaribo staat sinds 1957 de monument voor 500 jaar Evangelische Broedergemeente op een gemetselde verhoging tussen twee rijen boompjes, ter herinnering aan 500 jaar Evangelische Broedergemeente.